# میکلا واتکینس
میکلا واتکینس (انگلیسی: Michaela Watkins؛ زادهٔ ۱۴ دسامبر ۱۹۷۱) یک هنرپیشه اهل ایالات متحده آمریکا است. وی از سال ۱۹۹۸ میلادی تاکنون مشغول فعالیت بوده‌است.

## بخشی از فیلمشناسی
از فیلم‌ها یا برنامه‌های تلویزیونی که وی در آن نقش داشته‌است می‌توان به آثار زیر اشاره کرد.
- نقشه جایگزین (۲۰۱۰)
- عشق سفر (فیلم) (۲۰۱۲)
- با تشکر برای به‌اشتراک‌گذاری (۲۰۱۲)
- در جهان … (۲۰۱۳)
- لذت بعد از ظهر (فیلم) (۲۰۱۳)
- بحث کافیه (۲۰۱۳)
- آن‌ها باهم آمدند (۲۰۱۴)
- خرس بریگزبی (۲۰۱۷)
- چگونه عاشقی لاتین‌تبار باشیم (۲۰۱۷)
- خانه (فیلم ۲۰۱۷) (۲۰۱۷)
- رفیق (فیلم ۲۰۱۸) (۲۰۱۸)
- پسران خوب (فیلم) (۲۰۱۹)
- راه بازگشت (فیلم ۲۰۲۰) (۲۰۲۰)
- افسون‌شده (۲۰۰۱)
- متوسط (مجموعه تلویزیونی) (۲۰۰۶)
- آناتومی گری (مجموعه تلویزیونی) (۲۰۰۶)
- دنیای مالکوم (۲۰۰۶)
- کالیفرنیکیشن (۲۰۰۸)
- پخش زنده شنبه شب (۲۰۰۸–۰۹)
- زیاد ذوق‌زده نشو (۲۰۱۱)
- درمانگاه خصوصی (۲۰۱۱)
- دختر جدید (مجموعه تلویزیونی) (۲۰۱۱–۱۵)
- بنت (مجموعه تلویزیونی) (۲۰۱۲)
- خانواده امروزی (۲۰۱۲)
- مرغ ربات (۲۰۱۲–۱۸)
- کمدی بنگ! بنگ! (۲۰۱۳)
- مدیریت خشم (مجموعه تلویزیونی) (۲۰۱۳)
- معاون رئیس‌جمهور (مجموعه تلویزیونی) (۲۰۱۵)
- فامیلی گای (۲۰۱۶)
- مشت‌زدن به هنری (۲۰۱۶)
- بابای آمریکایی! (۲۰۱۶–۲۰)
- بی‌حرف (۲۰۱۷)
- درمان بد (۲۰۲۰)